# نادي كركوك
نادي كركوك الرياضي هو أحد أندية كرة القدم في العراق و يلعب الفريق في الدوري العراقي الدرجة الثالثة.  فاز النادي ببطولة الدوري العراقي الدرجة الأولى في موسم 2000-2001.

## الألقاب والإنجازات
الدوري العراقي الدرجة الأولى
- البطل (2): 1982-1983، 2000-2001.[بحاجة لمصدر]